# Nils Rabenius
Nils Rabenius (* 24. Oktober 1648 in Tortuna, Gemeinde Västerås; † 7. September 1717 in Hedemora, Provinz Dalarna) war ein schwedischer Pfarrer sowie Fälscher von Urkunden, erzählenden Quellen, Runentexten, Exlibris und Münzen. Ungewöhnlich ist nicht nur das Ausmaß seiner Fälschungen, sondern auch ihre vielschichtige Motivation (persönlich, genealogisch, nationalistisch, lokalpatriotisch, literarisch-belletristisch). Rabenius’ Fälschertätigkeit wurde 1927 durch den schwedischen Historiker Nils Ahnlund aufgedeckt und durch weitere Geschichtswissenschaftler bestätigt und ergänzt. Der schwedische Historiker Gunnar Scheffer bezeichnete Rabenius 1948 als „den unerreicht durch die Zeiten hinweg berüchtigtsten historischen Urkundenfälscher unseres Landes“.

## Leben

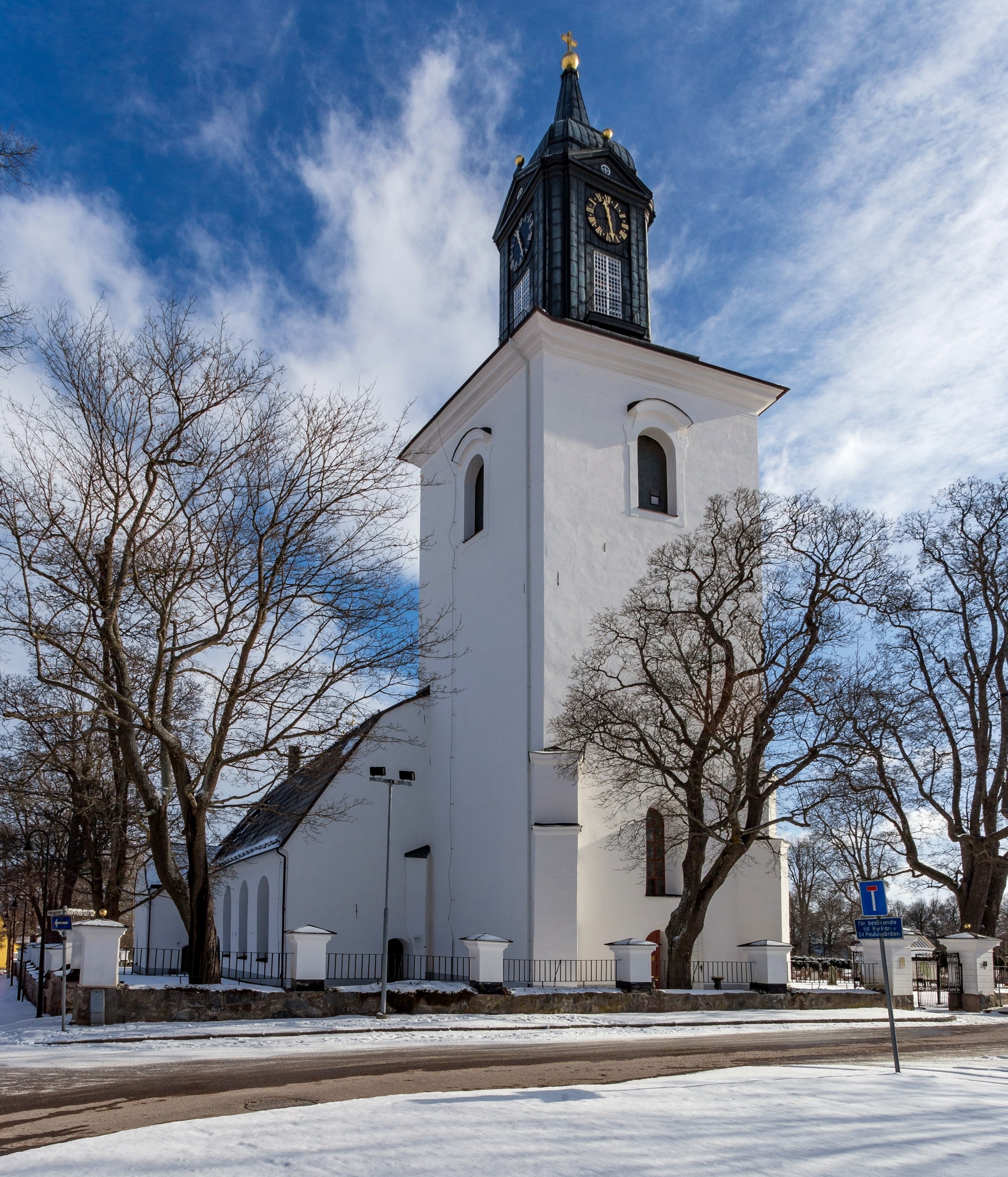
Kirche von Hedemora; hier war Nils Rabenius von 1702 bis zu seinem Tod 1717 Pfarrer

Nils Rabenius war Sohn des Pfarrers Nicolaus Nicolai Rabenius (latinisiert aus Nils Nilsson mit Herkunftszusatz nach Råby bei Tortuna; 1607–1684), der aus einer Bauernfamilie stammte. Nils Rabenius besuchte das Gymnasium in Västerås, wurde dann zunächst Kaufmannsgehilfe in Stockholm und studierte von 1671 bis 1673 Theologie in Uppsala. Mit einer Ausnahmegenehmigung wurde er am 9. Februar 1673, noch vor seinem 25. Geburtstag, ordiniert, um seinen Vater als Hilfspfarrer in Säby zu unterstützen. Von 1674 bis 1676 arbeitete er als Hausprediger und -lehrer bei Kammerrat Isaac Cronström. Anschließend war Nils Rabenius von 1676 bis 1691 Kaplan (schwedisch: komminister) in Munktorp. Diese Stelle hatte er sich auf unlautere Weise verschafft: Konsistorium und Gemeinde hatten sich bereits auf Olof Aroselius als geeignetsten Kandidaten geeinigt, als Rabenius ein Empfehlungsschreiben zu seinen Gunsten einreichte, das sich als von ihm selbst manipuliert herausstellte. Er wurde mit Suspendierung und achttägigem Arrest bestraft, doch nachdem sich seine Gönner an die Königinwitwe Hedwig Eleonora gewandt hatten, wurde nicht nur die Suspendierung aufgehoben, sondern Rabenius doch noch auf die Kaplansstelle in Munktorp berufen. Nach Magnus von Platen (1997) zeigt bereits diese Amtserschleichung typische Charakterzüge, die sich auch später bei Rabenius manifestierten: kriminelle Skrupellosigkeit, Hang zu Urkundenfälschungen und das Talent, sich die Gunst hoher Herren zu sichern.
Nachfolgend gelang es Rabenius, König Karl XI. auf sich aufmerksam zu machen, angeblich indem er in vollem Pastorenornat eine Predigt laut memorierend die Straße befuhr, auf der auch der König entlangritt. 1690 wurde er als Hofprediger ordiniert. 1700/01 begleitete er König Karl XII. als Regimentspastor des angesehenen Livdrabant-Korps. Er nahm an den Feldzügen nach Dänemark und Livland teil, verlor aber nach der Schlacht an der Düna den Geschmack am Soldatenleben. Am 5. Oktober 1702 trat er eine Pfarrstelle in Hedemora an und wurde zugleich Propst. Rabenius’ Umgang mit seiner Gemeinde in Hedemora war oft von Eigensinn geprägt, z. B. hielt er am Fest der Verkündigung Mariens 1705 eine Predigt, in der er die berühmten Frauen der Bibel mit Frauen seiner Zeit und seines Ortes verglich. Dies empörte die Gemeinde, und besonders Madam Brodina, die Tochter des verstorbenen Bischofs Brodinus, fühlte sich dadurch öffentlich angegriffen. Das führte zu einem jahrelangen Prozess vor mehreren Gerichten, den Rabenius schließlich durch einen Vergleich beenden musste. Rabenius lag auch mehrfach mit dem Magistrat im Streit, der ihn der Nachlässigkeit, Närrischkeit und des eigennützigen Umgangs mit den Einkünften der Kirche beschuldigte. Rabenius war ein eifriger Bücher- und Handschriftensammler, soll sich allerdings manche Archivalien aus öffentlichen und privaten Sammlungen angeeignet haben. Bereits bei seinem Weggang aus Munktorp 1691 soll er alle Antiquitäten der Kirche einfach mitgenommen haben.
Nils Rabenius war seit 1676 mit Christina Samuelsdotter Buskagria (1655–1716) verheiratet, der Tochter des Kaplans Samuel Tunensis, und hatte mit ihr eine Tochter und vier Söhne, die alle den Nachnamen Rabbe führten. In den letzten Lebensjahren durch allgemeine Schwäche und schwindendes Augenlicht beeinträchtigt und zuletzt bettlägerig, starb Nils Rabenius 1717 in Hedemora. Ein halbes Jahr zuvor war auch sein Bruder Olof Rabenius (1651–1717) gestorben, der als bester schwedischer Altgriechisch-Kenner seiner Zeit galt, aber keine kirchliche Karriere verfolgte und von Lehraufträgen lebte.

## Rezeption und Persönlichkeit
In der schwedischen Volksüberlieferung des 18. und 19. Jahrhunderts erschien Nils Rabenius als ein zu burlesken Späßen aufgelegter „schwedischer Eulenspiegel“. Mit seinen Streichen soll er oft Angehörige der Oberschicht vorgeführt haben. Ein Niederschlag davon findet sich noch in dem seinerzeit viel gelesenen Roman Karl XI., Rabenius und der Hexenprozess des schwedischen Schriftstellers Carl von Zeipel von 1845. Hier wird Rabenius als schelmischer Hofprediger idealisiert, der seinen König durch einen Streich von seiner abergläubischen Teufelsfurcht abbringt. Eine Figur im Roman bezeichnet Rabenius dabei als „einen aufgeklärten Theologen (…), der am besten das Wahre vom Falschen zu unterscheiden wisse“.
Im 20. Jahrhundert entlarvten Nils Ahnlund, Gunnar Scheffer, Magnus von Platen und andere Rabenius als notorischen Fälscher. Ahnlund betont, dass Rabenius’ Fälscherkarriere durch eine zwar historisch interessierte, dabei aber noch sehr kritiklose Zeit erleichtert wurde. Rabenius, der niemals eine Schrift unter seinem eigenen Namen publizierte, habe trotz allem Schalk jedoch auch psychopathische Züge gehabt. Platen beurteilt dessen Persönlichkeit am Ende seines Artikels im Svenskt biografiskt lexikon folgendermaßen: „Er war reich begabt, und in seinen jungen Jahren muss er eine gewinnende und charmante Art gehabt haben sowie einen Sinn für Humor, der dem Zeitgeschmack entsprach. Gleichzeitig zeigt Rabenius kriminelle Züge und war offenbar aggressiv und labil. […] Vielleicht hätte […] sein Fleiß am Schreibtisch ein legitimes Ventil gefunden, wenn der historische Roman zu dieser Zeit bereits ein etabliertes Genre gewesen wäre.“

## Fälschungen (Auswahl)

### Genealogische Fälschungen

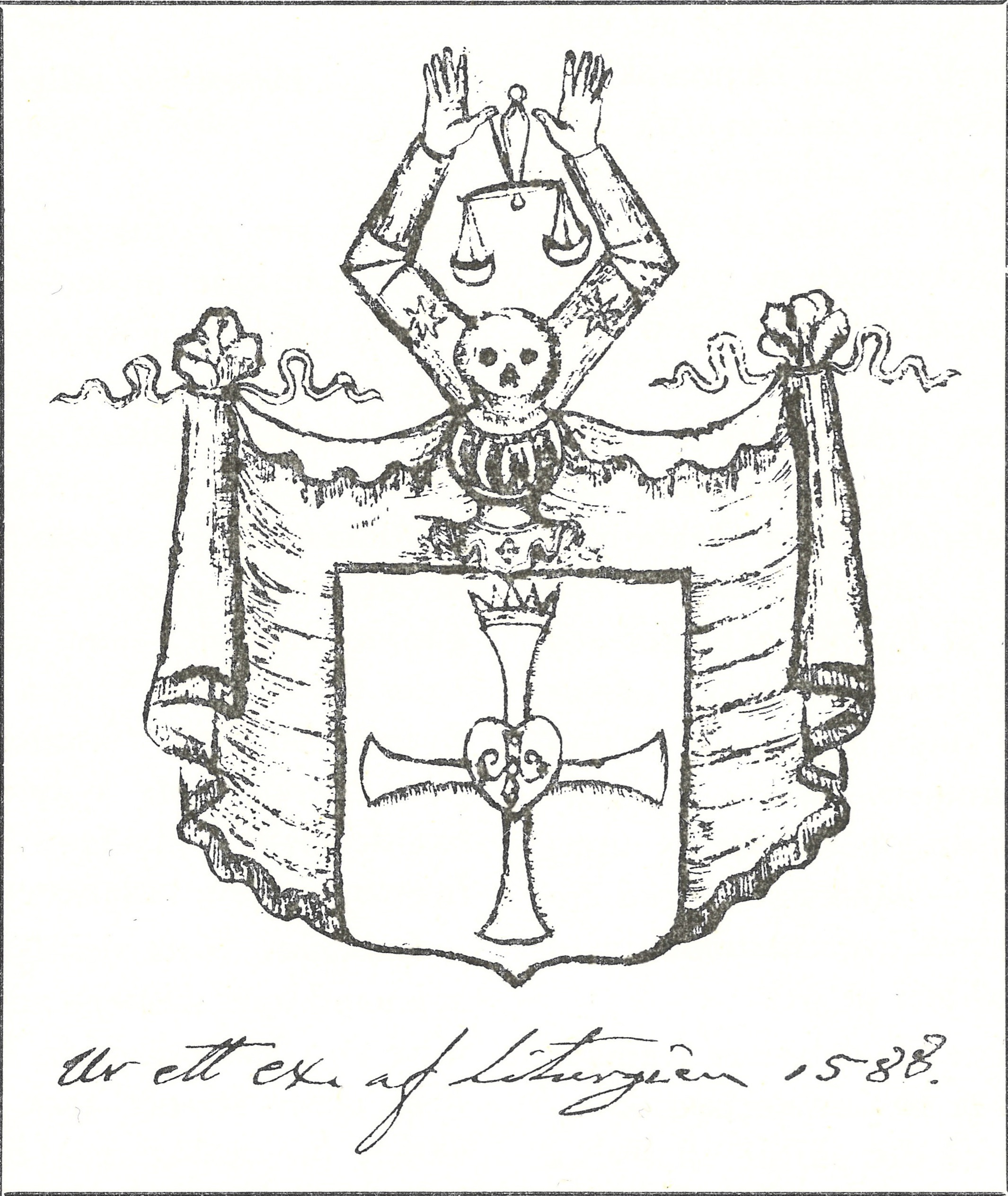
Von Nils Rabenius um 1700 gefälschtes Exlibris mit dem Wappen der fiktiven Adelsfamilie Rabbe. Unten die falsche Herkunftsangabe auf Schwedisch: „Aus einem Exemplar der Liturgie von 1588.“

In einigen seiner Fälschungen ließ Rabenius ein selbst erfundenes schwedisches Adelsgeschlecht namens Rabbe auftreten. Auf dieses wollte er den Ursprung seiner Familie zurückführen, obwohl es erst sein Vater gewesen war, der sich den Nachnamen Rabenius nach seinem Geburtsort Råby beigelegt hatte. Hierzu fälschte Rabenius eine Steuerbefreiungsurkunde von angeblich 1416 (Svenskt Diplomatarium Nr. 2276) und eine Reihe anderer Dokumente, die von der bedeutenden Stellung und den bemerkenswerten Leistungen des Geschlechtes Rabbe handeln. Da eine Adelsfamilie auch ein Wappen brauchte, fälschte Rabenius eine Urkunde des polnischen Erzbischofs Nikolaus Dzierzgowski. Darin bescheinigt dieser einem „Andreas Rabenowski“, von einem alten schwedischen Adelsgeschlecht abzustammen, und beschreibt dabei dessen Wappen so: „Ein rotes und weißes Kreuz, mit einer goldenen Krone bekrönt und in der Mitte mit fünf Edelsteinen in der Form eines Herzens geschmückt“ (crux rubra et candida, aurea corona coronata, et in medio qvinqve gemmis ad figuram cordis ornata). Damit auch entsprechende Abbildungen existierten, fälschte Rabenius um 1700 zwei Exlibris, die dieses Wappen zeigen und im 20. Jahrhundert von Gunnar Scheffer wiederentdeckt wurden. Die Exlibris waren u. a. in die Sammlung des schwedischen Reichsherolds Daniel Tilas gelangt. Postum waren Rabenius’ genealogische Fälschungen sehr erfolgreich: Seine Enkel, der Kanzleirat Sten Rabbe und der Staatskommissar Samuel Rabbe, wurden 1770 bzw. 1773 unter dem Namen „af Rabbe“ (d. h. „von Rabbe“) geadelt und erhielten das Recht zur Führung eines Wappens, das eng an die Exlibris-Abbildungen angelehnt war.

### Bulle des Papstes Agapitus II.
Nach einer Überlieferung aus dem Västergötland-Gesetz (13. Jahrhundert) sollen sich um 1050 die Könige Schwedens (Emund der Alte), Dänemarks („Sven Tjuguskägg“, wohl Sven Estridsson) und Norwegens (Harald Hardråde) auf der kleinen Insel Danaholmen getroffen und dort die Grenzen zwischen ihren Reichen festgelegt haben. Dabei soll der dänische König das Zaumzeug und der norwegische den Steigbügel des schwedischen Königs gehalten haben, so dass diesem also symbolisch ein Vorrang eingeräumt worden sei. Von dänischer Seite wurde diese Überlieferung in Zweifel gezogen. Zu ihrer Absicherung fälschte Rabenius daher eine Bulle des Papstes Agapitus II., angeblich vom 27. September 954 (Svenskt Diplomatarium I Nr. 16), wo dieselbe Grenzbeschreibung wie in der Danaholms-Tradition vorkommt ebenso wie die Behauptung, dass der schwedische König über den dänischen die Prärogative haben sollte. Die Publikation der neu aufgefundenen Papsturkunde erfolgte 1703 durch den Uppsalenser Juraprofessor Carl Lundius. Rabenius lässt sich als Fälscher überführen, da Lundius im Vorwort ausdrücklich seinem engen Freund („amicissimus“) Rabenius für dessen Mitwirkung dankt (offenbar hatte dieser also den „Fund“ geliefert). Außerdem konnte Rabenius nicht widerstehen, im Text der Urkunde einen „Gaseus, Sohn des Rabbe aus Westermannia“ (d. h. Västmanlands län) als Setzer von Grenzsteinen unterzubringen und so wiederum seine fiktiven Vorfahren zu beglaubigen. Ahnlund bezeichnet die Agapitus-Bulle als besonders dummdreiste, plumpe Fälschung. Flankierend zu dieser Papsturkunde fälschte Rabenius auch einen in Runen geschriebenen Text, der ebenfalls den sogenannten Danaholmen-Vertrag bestätigen soll und in dem ein „Gasæ Rabbesun“ vorkommt.

### Bischofschronik von Västerås

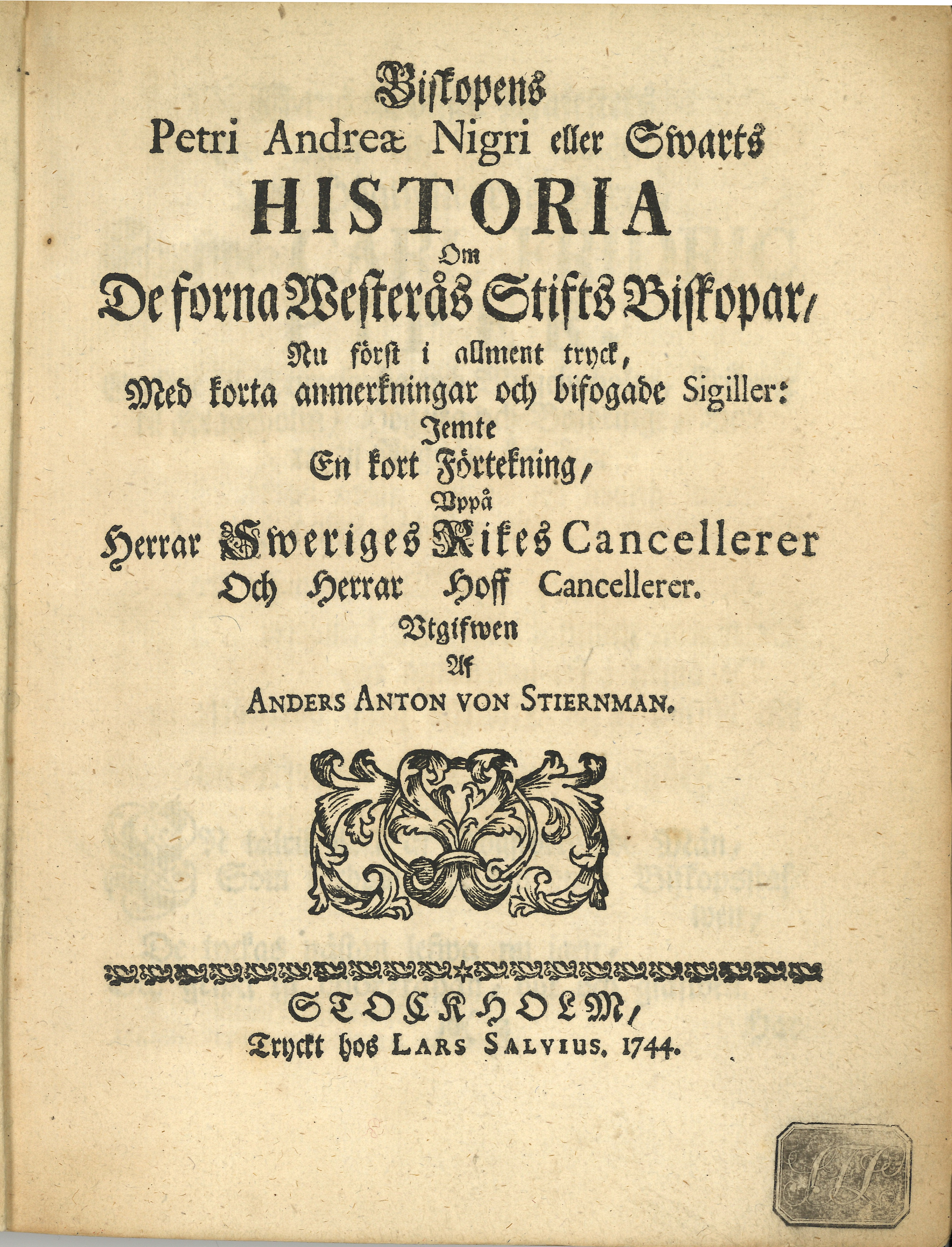
Titelblatt der Bischofschronik von Vesterås, 1744 nach einer von Nils Rabenius gefälschten Handschrift gedruckt

Im Jahr 1744 publizierte Anders Anton von Stiernman eine Bischofschronik von Västerås, die angeblich von Petrus Andreæ Niger (Peder Svart, 1557–1562 Bischof von Västerås) auf Grundlage einer alten lateinischen Reimchronik verfasst worden sein sollte. Sie wurde 1871 noch einmal im dritten Teil der Scriptores rerum Suecicarum abgedruckt. Nur zehn Jahre später wies Emil Hildebrand in einem Aufsatz die Unechtheit der Bischofschronik nach. Schwere genealogische und andere Fehler machten eine Abfassung der Chronik im 16. Jahrhundert unwahrscheinlich, außerdem konnte Hildebrand zeigen, dass sie (neben mancher Erfindung) teilweise auf gedruckter Literatur aus dem 17. Jahrhundert beruhte. Während sich Hildebrand zum Urheber der Fälschung vorsichtig äußerte, aber schon Rabenius erwähnte, konnte Ahnlund die Zuschreibung absichern. In der Universitätsbibliothek von Uppsala existiert nämlich noch ein umfangreiches Notizbuch von Rabenius, das einige enge Übereinstimmungen mit der gefälschten Bischofschronik enthält. Selbst Fragmente aus der fiktiven lateinischen Reimchronik, auf die sich der angebliche Chronikautor gestützt haben soll, entwarf Rabenius dort, so etwa zum vierten Bischof Petrus: Petrus dictus Rabbe Suecus / Dei ecclesiaeque decus … (d. h. „Petrus genannt Rabbe, ein Schwede, / Gottes und der Kirche Zierde …“). Hier wird also Bischof Petrus (Amtszeit 1284–1299) zu einem Angehörigen des erfundenen Rabbe-Geschlechtes gemacht. Das Hauptmotiv der Fälschung dürfte indessen lokalgeschichtlich sein, denn Rabenius schrieb 1708 an Erik Benzelius: „Ich bedaure so sehr, dass es in allen anderen [schwedischen] Bistümern vollständige Bischofslisten gibt, aber im Bistum Västerås nichts!“ In diesem Fall ließ Rabenius allerdings seine gefälschte Chronik nicht zu seinen Lebzeiten veröffentlichen, sondern „versteckte“ sie in einer Sammelhandschrift, wo sie erst über 20 Jahre nach seinem Tod entdeckt wurde. Als ergänzende Fälschungen fabrizierte Rabenius eine Bulle von Papst Lucius III. von 1182 Dezember 30 (Svenskt Diplomatarium I Nr. 194), die noch in den Papstregesten des Philipp Jaffé für echt gehalten wurde (dort zum Jahr 1181 gestellt), und den sogenannten Hedemorabrief von 1396 Januar 25.

### Saga von Hjalmar und Ramer
1690 veröffentlichte der Stockholmer Student Lucas Halpap eine Dissertation über das neuentdeckte Fragment einer Runenhandschrift; diese erzählt die Geschichte von einem König Hjalmar und seinem Freund (und späteren Schwiegersohn) Ramer. Um 1701 veröffentlichte Johan Peringskiöld eine zweite Edition mit einem Faksimile der Runenhandschrift. Der in einem miserablen Altisländisch abgefasste Text wurde bereits 1774 von Karl Gustav Nördin als unecht entlarvt, auch weil er auf im 17. Jahrhundert gedruckte Ausgaben von Sagas zurückgreift. Außerdem bestätigt die falsche Saga eine 1687 von Carl Lundius aufgestellte These über die Begründung der schwedischen Rechtstradition durch Zamolxis, so dass Lundius als Urheber zu vermuten ist. Der Herausgeber Halpap gab an, ein gewöhnlicher Mann angeblich aus Uppland habe ihm das Runenfragment übergeben. Dies veranlasste Ahnlund zu der Überlegung, ob Rabenius hier vielleicht von Lundius als Mittelsmann benutzt wurde, denn in einigen seiner überlieferten „Eulenspiegeleien“ ist ausdrücklich davon die Rede, dass Rabenius sich als einfacher Bauer verkleidet habe. Außerdem haben Rabenius und Lundius später in anderen Fällen wie der Agapitus-Fälschung (siehe oben) zusammengearbeitet.

### Münzfälschungen

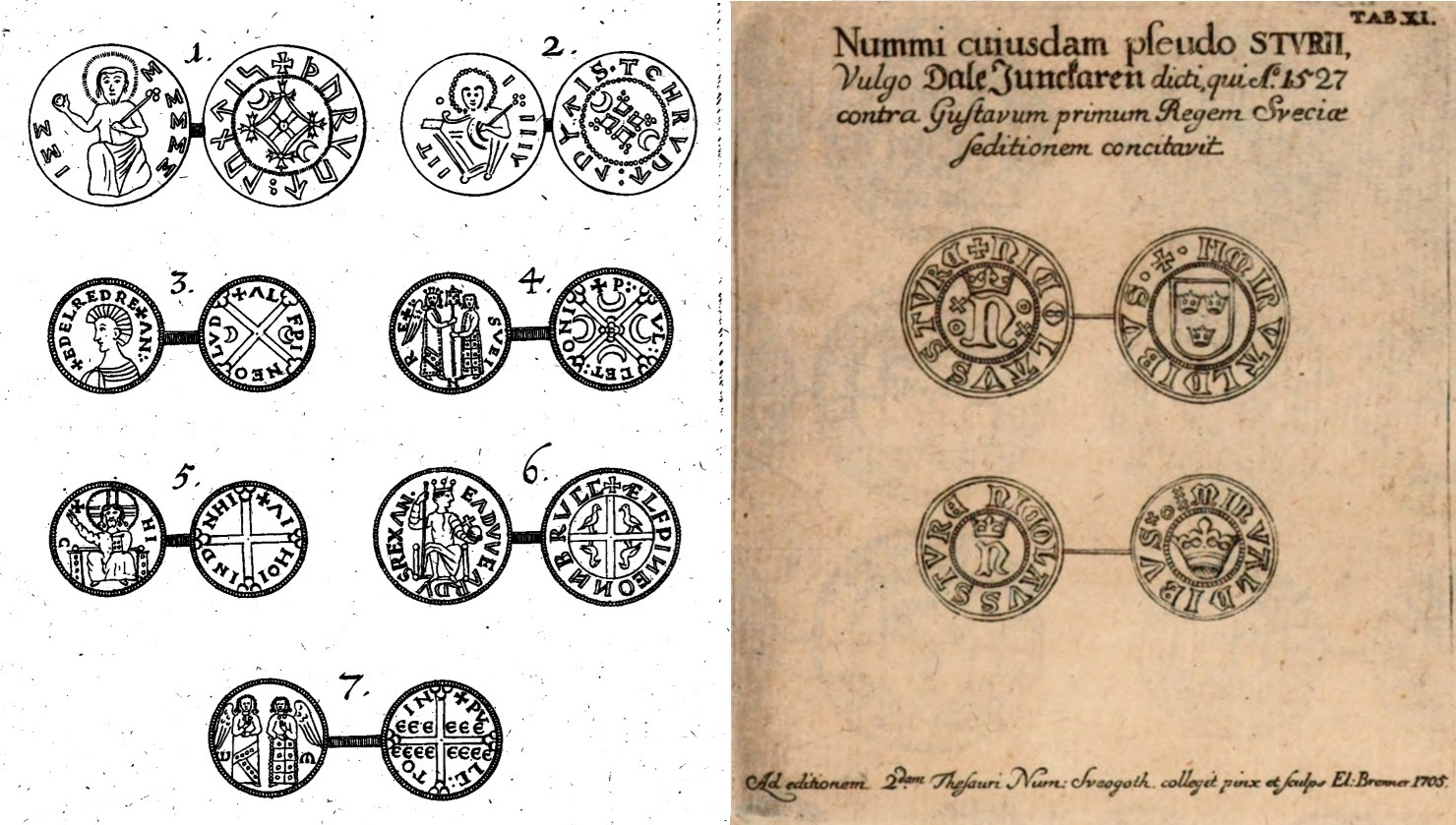
Links die gefälschten (frei erfundenen) Runenmünzen (faksimiliert von Keder 1704), rechts die Falsifikate auf den Namen des Daljunkers (faksimiliert von Brenner 1705)

1527 war in der schwedischen Landschaft Dalarna ein Rebellenanführer aufgetreten, der sogenannte „Daljunker“, der vorgab, ein Sohn des verstorbenen schwedischen Reichsverwesers Sten Sture zu sein. Die zeitgenössischen Quellen berichten nichts darüber, dass er auch Münzen prägen ließ, und als der schwedische Numismatiker Elias Brenner 1691 die erste Auflage seines Thesaurus nummorum Sueogothicorum veröffentlichte, war ihm davon auch nichts bekannt. In der zweiten Auflage dieses Werkes von 1731 werden jedoch Münzen des Daljunkers abgebildet, wobei die Zeichnung mit „Brenner 1705“ signiert ist. Dass die Falsifikate von Rabenius stammen könnten, ergibt sich u. a. daraus, dass Rabenius 1713 an Erik Benzelius schrieb, er besitze den Silberpfennig des Daljunkers im Original. Da Rabenius’ Pfarrstelle in Hedemora in der Region Dalarna lag, war das Fälschungsmotiv offenbar lokalpatriotisch. Rabenius fälschte hier nicht zum einzigen Mal Realien bzw. Antiquitäten, denn auch ein sogenannter „Rabbekelch“ geht auf ihn zurück. Darüber hinaus steht Rabenius im Verdacht, neu entdeckte Runenmünzen gefälscht zu haben, über die der schwedische Numismatiker Nils Keder 1704 publizierte. Rabenius zeigte zeitlebens ein besonderes Interesse an Runen. Echte Runenmünzen sind in der skandinavischen Geschichte jedoch nur sporadisch und nur aus Dänemark überliefert.

### Brief der Ingrid Persdotter
Ein Liebesbrief der fiktiven schwedischen Nonne Ingrid Persdotter an einen Ritter wurde 1959 von Magnus von Platen Nils Rabenius zugeschrieben. Die älteste Überlieferung dieses Briefes von angeblich 1498 sind zwei Handschriften von 1677 bzw. 1682, so dass Rabenius’ Autorschaft chronologisch möglich ist und zu seinen literarischen Ambitionen passen würde.

### Robinsonade des Peter Sparre
Ahnlund verdächtigt Rabenius als Autor der sogenannten Robinsonade des Peter Sparre. Es handelt sich um einen erfundenen Bericht von etwa 1700, dem zufolge der schwedische Adlige Peter Sparre in Westindien Schiffbruch erlitten haben und auf einer einsamen Insel Stammvater einer rasch wachsenden Großfamilie geworden sein soll, bis er angeblich 1674 als 85-Jähriger von einem englischen Schiff entdeckt wurde. Die Provenienz der ältesten Handschrift führt in Rabenius’ Bekanntenkreis, was Ahnlund als starkes Indiz für dessen Autorschaft wertet.

### Weitere literarische Fälschungen
Zu weiteren literarischen Fälschungen gehört die Rede, die Rabenius’ vermeintlicher Vorfahre Olof Björnsson – dem er wiederum den Beinamen „Rabbe“ gab – gehalten haben soll, bevor er beim Stockholmer Blutbad geköpft wurde. Auch eine Rede, die König Johann III. 1588 vor der Pastorenschaft von Småland und Öland gehalten haben soll und deren älteste Handschrift erst von ca. 1700 stammt, geht wahrscheinlich auf Rabenius zurück. Ferner fälschte er autobiographische Notizen des schwedischen Reformators Olaus Petri, von denen noch das Autograph in Rabenius’ typischer Handschrift vorliegt. Schließlich wird Rabenius verdächtigt, ein dem Bischof Nils von Linköping zugeschriebenes gefälschtes Gedicht über das Schicksal der mittelalterlichen Nonne Elisif aus dem Kloster Riseberga verfasst zu haben.